# Ярослав Ивашкевич
Яро̀слав Лѐон Ивашкѐвич (на полски: Jarosław Leon Iwaszkiewicz) е полски писател белетрист, поет, драматург, есеист, преводач. Носител на Ленинска награда за мир (1970) и на Държавна награда на СССР (1952, 1954, 1963 г.).

## Биография
Ярослав Ивашкевич е роден в село Калник, близо до Виница. Започва да учи през 1902 г. във варшавско училище, през 1904 г. цялото семейство се мести в Елизаветград (сега Кропивницки), където посещава местното училище, а от 1909 г. живее и учи в Киев в Лицей № 4. Именно в този лицей, след като се запознава с талантливи артистични натури (особено Миколай Неджведзки, когото определя за своя университет), прави първите си творчески опити, основно в областта на композиране на музикални творби, но също така и в поезията. След матурата следва право в Киевския унверситет, обаче не завършва. Следва също така и в Киевската консерватория.
След като завършва гимназия за известно време работи като корепетитор, пътувайки много из Полша и Украйна и събирайки много впечатления, които по-късно намират израз в творбите му. От изключително значение за неговото творчество е бил престоят му в селцето Бишеви до Лодз и запознанството му с тамошните благородници. През 1918 г. заминава за Варшава заради разрастващия се революционен хаос в Киев.
В началото на 20-те години служи в 221 Пехотен полк в Остров Велкополски, съставен предимно от доброволци (придружен от Александър Ват). От 1928 г. заедно със съпругата си заживява в Подкова Лешна, в имението Стависко, където днес се намира музей.
През 1923 – 1925 г. е секретар на маршала на сейма Мачей Ратай. От 1927 г. работи в дипломатическа служба. Изпълнява длъжността секретар на Полското посолство в Копенхаген (1932 – 1935) и Брюксел (1935 – 1936).
По време на Втората световна война работи в структурите на Полската подземна държава в областта на културата и изкуството. Сътрудничи на проф. Станислав Лоренц при спасяването на паметници на културата. Вилата в Стависко по време на цялата окупация, особено след потушаването на Варшавското въстание, е убежище за много поляци и евреи, застрашени от арест. Във върховия момент в имението се укриват над 40 души (за помощта, която оказва на евреите, на 21 януари 1988 г. заедно с жена си са удостоени с медал Праведници на света).
Женен е за Анна Лилпоп, с която има две дъщери – Мария и Тереза. Ивашкевич е бисексуален. Сексуалната му ориентация понякога е изразена в творбите му.
В годините 1945 – 1946, 1947 – 1949 и 1959 – 1980 е председател на Съюза на полските писатели. От март 1947 г. до декември 1948 г. издава списанието „Литературни новини“ (Nowiny Literackie), които имал намерение да подновят традицията на Wiadomości Literackie. След войната е депутат в сейма (I, II, III, IV, V, VI, VII каденция), председател на Полския комитет за защита на мира. От 1958 г. е член на президиума на общополския комитет Фронт за национално единство. През юни 1968 г. се присъединява към Почетния комитет за честванията на 500-годишнината от рождението на Николай Коперник. През 1969 г. е член на Комисията за награди на Министерството на културата и изкуството.
Ярослав Ивашкевич умира на 86 години на 2 март 1980 г. Погребан е на 5 март 1980 г. на гробището в Бървинов, близо до Варшава.
Музеят за живота и творчеството на Ярослав Ивашкевич и съпругата му Анна отваря врати след смъртта му във вилата Стависко в Подкова Лешна.

## Творчество
В творбите му преобладават морално-психологични и етични проблеми. Автор е на разкази, новели, романи, сборници със стихотворения, драми и биографии на композитори.
Прозата на Ивашкевич е силно свързана с литературната традиция и с промените в съвременната литература, но въпреки това трудно може да бъде отнесена към конкретно литературно течение от XX век. В ранните му творби доминира модернистичната традиция. Ивашкевич създава собствена, оригинална визия за света, която намира пълния си израз в разкази като „Госпожиците от Вилко“ и романи като „Червените щитове“. Зрялата проза на Ивашкевич се ръководи от принципа на свързване на противоположности (живот-смърт, любов-омраза и т.н.) и придаването на философски измерения на фигури, които се характеризират с богата душевност и чувствителност, ситуирани в прецизно изграден и пълен с чар свят, който е действащ фон на представените събития. Впримчени в тези антоними, героите почти винаги са придружени от чувство за трагизъм, обоснован от жестоките закони на природата (често срещан е мотивът за преждевременна смърт). Трагизмът набира по-големи измерения в творбите родени от опита на окупационните войни. В прозата на Ивашкевич се среща не само интелектуално-морално неспокойство, но също така убеждението, че в природата съществува човешкото умение за взимане на правилни етични избори. Ивашкевич съзнателно използва различни стилове – развива и осъвременява разказа, придава нова форма на историческия роман и съживява епическата нарация, като я обогатява с елементи на рефлексия и лиризъм.
Като поет Ивашкевич се различава от останалите от групата „Скамандър“ – отличават го различните културни традиции и по-голямата степен на вътрешна сложност. Едни от най-характерните черти на неговата поезия са силна чувствителност, която позволява на поета да изразява красотата на света с необикновена интензивност; култ към изкуството и ясното съзнание за недостижимото щастие.
В своите драми Ивашкевич се концентрира основно около мотиви, почерпани от литературата (полемика с Шекспировото схващане за трагедията на Ромео и Жулиета в „Любовници от Верона“), биографии на велики творци (Шопен, Пушкин, Балзак) – по начин, който позволява да вникнем в психиката на твореца и да разнищим измъчващите го морални конфликти, които са родени в сблъсъка от ограничената творческа свобода и несъвместимостта на универсалните проблеми на изкуството с конкретните житейски нужди.
В есеистиката и публицистиката на Ивашкевич се срещат три кръга от интереси – музика и театър, спомени от младежките години и пътуванията и литературната тематика – рецензии, статии, фейлетони.
Преводаческата дейност на Ивашкевич включва френски автори, Шекспир, Толстой, Чехов, Андерсен.
Някои от произведенията на Ивашкевич са екранизирани.
Избрани произведения:
- „Госпожиците от Вилко“ – 1933 г.
- „Брезова горичка“ – 1933 г.
- „Лято 1932“ – стихотворения – 1933 г.
- „Червените щитове“ – повест – 1934 г.
- „Фредерик Шопен“ – 1938 г.
- „Маскарад“ – драма – 1938 г.
- „Нова любов и други разкази“ – 1946 г.
- „Италиански новели“ – 1947 г.
- „Срещи с Шимановски“ – 1947 г.
- „Йохан Себастиан Бах“ – 1951 г.
- „Тъмни пътеки“ – стихотворения – 1957 г.
- „Любовниците от Марона“ – повест – 1961 г.
- „Слава и чест“ – роман – 1956 – 62 г.
- „За кучетата, котките и дяволите“ – разкази – 1968 г.
- „Музикални новели“ – 1971 г.
- „Градини“ – три новели – 1974 г.
- „Писма до Фелиция“ – 1979 г.
- „Билек“ – новела – 1980 г.

## Награди и отличия
За своята литературна и политическа дейност получава множество награди, една от които е доктор хонорис кауза на Варшавския (1971) и Ягелонския университет (1979).

През 1936 г. е отличен с ордена Wawrzyn Akademicki на Полската литературна академия. През 1937 г. получава Наградата на името на Леон Рейнел . През 1949 г. е отличен с ордена Знаме на труда I степен. Отличен също така с Командорски кръст със звезда на Ордена на възродена Полша през 1954 г. орден Строители на народна Полша и два пъти Златен кръст за заслуги. Два пъти получава Държавна награда I степен – през 1952 и 1955 г. През 1970 г. получава Международната Ленинска награда за мир „За укрепване мира между народите“. През 1974 г. Едвард Герек го удостоява с Голям кръст на Ордена на възродена Полша. През 1988 г. е удостоен с медал Праведник на света.
|  | Тази страница частично или изцяло представлява превод на страницата Jarosław Iwaszkiewicz в Уикипедия на полски. Оригиналният текст, както и този превод, са защитени от Лиценза „Криейтив Комънс – Признание – Споделяне на споделеното“, а за съдържание, създадено преди юни 2009 година – от Лиценза за свободна документация на ГНУ. Прегледайте историята на редакциите на оригиналната страница, както и на преводната страница, за да видите списъка на съавторите. ВАЖНО: Този шаблон се отнася единствено до авторските права върху съдържанието на статията. Добавянето му не отменя изискването да се посочват конкретни източници на твърденията, които да бъдат благонадеждни. |